# Orthactia deserticola
Orthactia deserticola är en tvåvingeart som beskrevs av Lyneborg 1988. Orthactia deserticola ingår i släktet Orthactia och familjen stilettflugor.
Artens utbredningsområde är Namibia. Inga underarter finns listade i Catalogue of Life.